# Португалия на Европейских играх 2015
Португалия на I Европейских играх, которые прошли в июне 2015 года в столице Азербайджана, в городе Баку, была представлена 100 спортсменами в 17 видах спорта..

## Награды

### Золото
| Золото |                                              |                                       |
| #      | Спортсмены                                   | Вид спорта (дисциплина)               |
| 1      | Жуан Жералду, Тьягу Аполония, Маркуш Фрейташ | Настольный теннис (мужчины, командны) |
| 2      | Руй Браганса                                 | Тхэквондо (мужчины, до 58 кг)         |
| 3      | Телма Монтейру                               | Дзюдо (женщины, до 57 кг)             |

### Серебро
| Серебро |                  |                                                         |
| #       | Спортсмены       | Вид спорта (дисциплина)                                 |
| 1       | Жуан Силва       | Триатлон (мужчины, личные соревнования)                 |
| 2       | Фернанду Пимента | Гребля на байдарках и каноэ (байдарки-одиночки, 1000 м) |
| 3       | Фернанду Пимента | Гребля на байдарках и каноэ (байдарки-одиночки, 5000 м) |
| 4       | Жуан Кошта       | Стрельба (пневматический пистолет, 10 м)                |

### Бронза
| Бронза |                                        |                                               |
| #      | Спортсмены                             | Вид спорта (дисциплина)                       |
| 1      | Жулиу Феррейра                         | Тхэквондо (мужчины, до 80 кг)                 |
| 2      | Беатрис Мартинш, Ана Ренте             | Прыжки на батуте (синхронные прыжки, женщины) |
| 3      | Сборная Португалии по пляжному футболу | Пляжный футбол                                |

## Состав команды
Борьба
Греко-римская борьба
- Зураб Бекаури
- Жуан Карвалью
- Юго да Сильва Пассуш

Велоспорт
 Велоспорт-маунтинбайк
- Давид Роша
- Жуана Монтейру

 Карате
- Фелипе Рейш

 Триатлон
- Педру Пальма
- Жуан Перейра
- Жуан Силва
- Ана Рамуш
- Мелани Сантуш

 Тхэквондо
- Мариу Силва

## Результаты

### Борьба
В соревнованиях по борьбе разыгрывалось 24 комплекта наград. По 8 у мужчин и женщин в вольной борьбе и 8 в греко-римской. Турнир проходил по олимпийской системе с выбыванием. В утешительный раунд попадали участники, проигравшие в своих поединках будущим финалистам соревнований. Каждый поединок состоит из двух раундов по 3 минуты, победителем становится спортсмен, набравший большее количество баллов. По окончании схватки, в зависимости от результатов в каждом из раундов спортсменам начисляются классификационные очки.
Мужчины
Греко-римская борьба
Легенда: 

VT — победа на туше; 

VB — победа по травме соперника; 

PP — победа по очкам с техническим баллом у проигравшего; 

PO — победа по очкам без технического балла у проигравшего; 

SP — техническое превосходство, победа по очкам с разницей более, чем в 6 баллов с техническим баллом у проигравшего; 

ST — техническое превосходство, победа по очкам с разницей более, чем в 6 баллов без технического балла у проигравшего; 

| Соревнование | Спортсмены           | Первый раунд                | 1/8 финала                   | Четвертьфинал        | Полуфинал            | Финал                | Место |
| Соревнование | Спортсмены           | Соперник Результат          | Соперник Результат           | Соперник Результат   | Соперник Результат   | Соперник Результат   | Место |
| ------------ | -------------------- | --------------------------- | ---------------------------- | -------------------- | -------------------- | -------------------- | ----- |
| до 59 кг     | Жуан Карвалью        | Не участвовал               | Р. Амоян (ARM) П 0:3 (PO)    | Завершил выступление | Завершил выступление | Завершил выступление | 18    |
| до 66 кг     | Юго да Сильва Пассуш | А. Уджурли (TUR) П 1:3 (PP) | Завершил выступление         | Завершил выступление | Завершил выступление | Завершил выступление | 22    |
| до 71 кг     | Зураб Бекаури        | не участвовал               | Д. Этлингер (CRO) П 0:5 (VB) | Завершил выступление | Завершил выступление | Завершил выступление | 15    |

### Велоспорт

#### Маунтинбайк
Соревнования по маунтинбайку проводилились в построенном специально для игр велопарке. Дистанция у мужчин составляла 36,7 км, а у женщин 27,9 км.
Мужчины
| Соревнование | Спортсмены | Результат | Место | Отставание |
| ------------ | ---------- | --------- | ----- | ---------- |
| Кросс-кантри | Давид Роша | 1:45:12   | 10    | +4:08      |

Женщины
| Соревнование | Спортсмены     | Результат | Место | Отставание |
| ------------ | -------------- | --------- | ----- | ---------- |
| Кросс-кантри | Жуана Монтейру | LAP       | —     | —          |

### Гребля на байдарках и каноэ
Соревнования по гребле на байдарках и каноэ проходили в городе Мингечевир на базе олимпийского учебно-спортивного центра «Кюр». Разыгрывалось 15 комплектов наград. В каждой дисциплине соревнования проходили в три этапа: предварительный раунд, полуфинал и финал.
Мужчины
| Соревнование     | Спортсмены       | Предварительный раунд | Предварительный раунд | Предварительный раунд | Полуфинал | Полуфинал | Полуфинал | Финал    | Финал   | Итоговое место |
| Соревнование     | Спортсмены       | Заплыв                | Время                 | Место                 | Заплыв    | Время     | Место     | Время    | Место   | Итоговое место |
| ---------------- | ---------------- | --------------------- | --------------------- | --------------------- | --------- | --------- | --------- | -------- | ------- | -------------- |
| K-1, 1000 метров | Фернанду Пимента | 3                     | 3:40,476              | 1 (Q)                 | 3         | 3:25,832  | 1 (Q)     | Финал A  | Финал A | 2              |
| K-1, 1000 метров | Фернанду Пимента | 3                     | 3:40,476              | 1 (Q)                 | 3         | 3:25,832  | 1 (Q)     | 3:28,421 | 2       | 2              |

Женщины
| Соревнование    | Спортсмены                                                   | Предварительный раунд | Предварительный раунд | Предварительный раунд | Полуфинал | Полуфинал | Полуфинал | Финал                 | Финал                 | Итоговое место        |
| Соревнование    | Спортсмены                                                   | Заплыв                | Время                 | Место                 | Заплыв    | Время     | Место     | Время                 | Место                 | Итоговое место        |
| --------------- | ------------------------------------------------------------ | --------------------- | --------------------- | --------------------- | --------- | --------- | --------- | --------------------- | --------------------- | --------------------- |
| K-4, 500 метров | Жуана Васкунселуш Франциска Лая Беатрис Гомиш Элена Родригиш | 1                     | 1:37,910              | 5 (Q)                 | 1         | 1:32,169  | 5         | Завершили выступление | Завершили выступление | Завершили выступление |

### Карате
Соревнования по карате проходили в Бакинском кристальном зале. В каждой весовой категории принимали участие по 8 спортсменов, разделённых на 2 группы. Из каждой группы в полуфинал выходили по 2 спортсмена, которые по системе плей-офф разыгрывали медали Европейских игр.
Мужчины
| Соревнование | Спортсмены  | Групповой этап         | Групповой этап       | Групповой этап         | Групповой этап | 1/2 финала           | Финал                | Итоговое место       |
| Соревнование | Спортсмены  | 1 поединок             | 2 поединок           | 3 поединок             | Место          | 1/2 финала           | Финал                | Итоговое место       |
| ------------ | ----------- | ---------------------- | -------------------- | ---------------------- | -------------- | -------------------- | -------------------- | -------------------- |
| Свыше 84 кг  | Фелипе Рейш | Группа A               | Группа A             | Группа A               | Группа A       | Завершил выступление | Завершил выступление | Завершил выступление |
| Свыше 84 кг  | Фелипе Рейш | С. Битевич (SRB) П 1:2 | Й. Хорне (GER) П 0:6 | М. Шеппард (NED) П 0:4 | 4              | Завершил выступление | Завершил выступление | Завершил выступление |

### Триатлон
Соревнования по триатлону состояли из 3 этапов — плавание (1,5 км), велоспорт (40 км), бег (9,945 км).
Мужчины
| Соревнование | Спортсмены   | Плавание | Смена | Велоспорт | Смена | Бег   | Итоговое время | Место | Отставание |
| ------------ | ------------ | -------- | ----- | --------- | ----- | ----- | -------------- | ----- | ---------- |
| Мужчины      | Жуан Силва   | 19:30    | 0:43  | 57:40     | 0:24  | 30:25 | 1:48:42        | 2     | +0:11      |
| Мужчины      | Жуан Перейра | 18:42    | 0:42  | 57:42     | 0:24  | 31:30 | 1:49:46        | 8     | +1:15      |
| Мужчины      | Педру Пальма | 20:21    | 0:43  | 1:00:19   | 0:25  | 32:25 | 1:54:13        | 34    | +5:42      |

Женщины
| Соревнование | Спортсмены    | Плавание | Смена | Велоспорт | Смена | Бег   | Итоговое время | Место | Отставание |
| ------------ | ------------- | -------- | ----- | --------- | ----- | ----- | -------------- | ----- | ---------- |
| Женщины      | Мелани Сантуш | 20:45    | 0:49  | 1:06:23   | 0:28  | 39:46 | 2:08:11        | 25    | +7:43      |
| Женщины      | Ана Рамуш     | 23:10    | 0:58  | LAP       | LAP   | LAP   | —              | —     | —          |

### Тхэквондо
Соревнования по тхэквондо проходят по системе с выбыванием. Для победы в турнире спортсмену необходимо одержать 4 победы. Тхэквондисты, проигравшие по ходу соревнований будущим финалистам, принимают участие в утешительном турнире за две бронзовые медали.
Мужчины
| Категория | Спортсмены  | Первый раунд              | Четвертьфинал         | Полуфинал                | Финал                | Место |
| Категория | Спортсмены  | Соперник Результат        | Соперник Результат    | Соперник Результат       | Соперник Результат   | Место |
| --------- | ----------- | ------------------------- | --------------------- | ------------------------ | -------------------- | ----- |
| до 68 кг  | Мариу Силва | И. Пилавакис (CYP) В 12:6 | К. Робак (POL) П 2:10 | За 3-е место             | За 3-е место         | 7     |
| до 68 кг  | Мариу Силва | И. Пилавакис (CYP) В 12:6 | К. Робак (POL) П 2:10 | С. Тазегюль (TUR) П 6:12 | Завершил выступление | 7     |